# John Gaston Grant
John Gaston Grant, född 1 januari 1858 i Henderson County i North Carolina, död 21 juni 1923 i Hendersonville i North Carolina, var en amerikansk republikansk politiker. Han var ledamot av USA:s representanthus 1909–1911.
Grant var verksam som jordbrukare i North Carolina. Han efterträdde 1909 William T. Crawford som kongressledamot och efterträddes 1911 av James M. Gudger. Grant avled 1923 och gravsattes i Hendersonville i North Carolina.